# São Mamede de Infesta

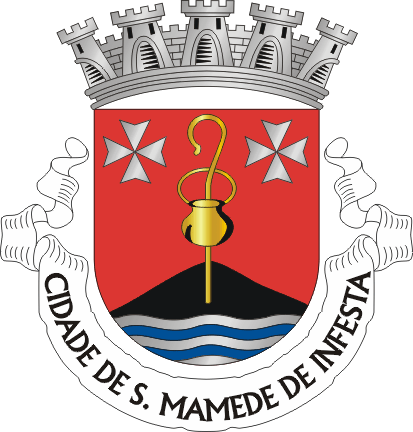
Herb miasta

São Mamede de Infesta – miasto i gmina (pt.: freguesia) w Portugalii, w powiecie (pt.: concelho) Matosinhos, licząca 23 122 mieszkańców (2011). Powierzchnia miejscowości wynosi 5,21 km², a gęstość zaludnienia – 4 438 mieszk./km². São Mamede de Infesta prawa miejskie otrzymało w 2001 roku.